# Cypernfrågan

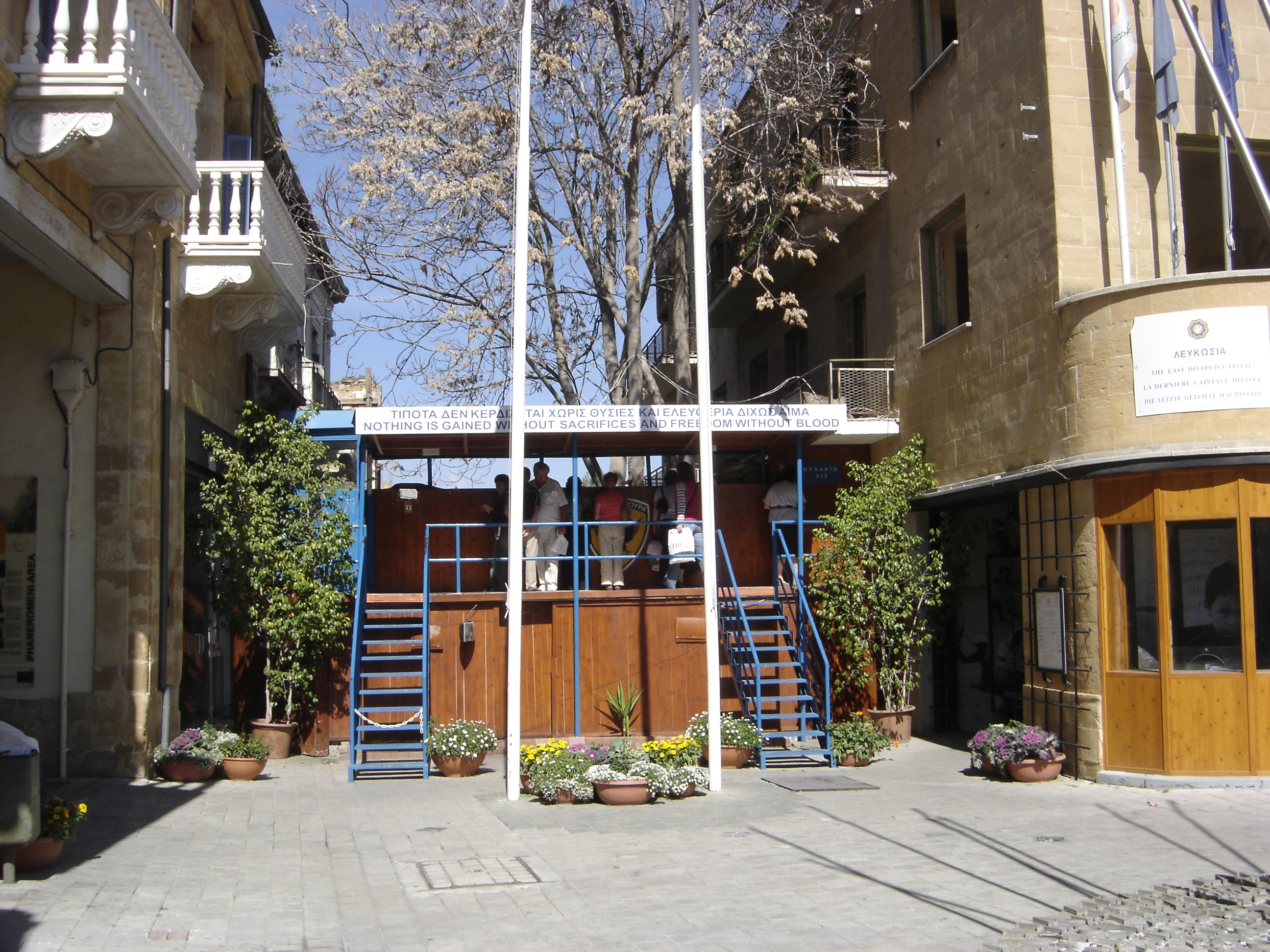
Gröna linjen i Nicosia, som sedan 1974 skiljer grekcyprioter från turkcyprioter, och bevakas av FN. Gränsövergången vid Ledragatan var avspärrad fram till 2008. Avspärrningen på bilden är borta sedan 2008, se den nedre bilden.

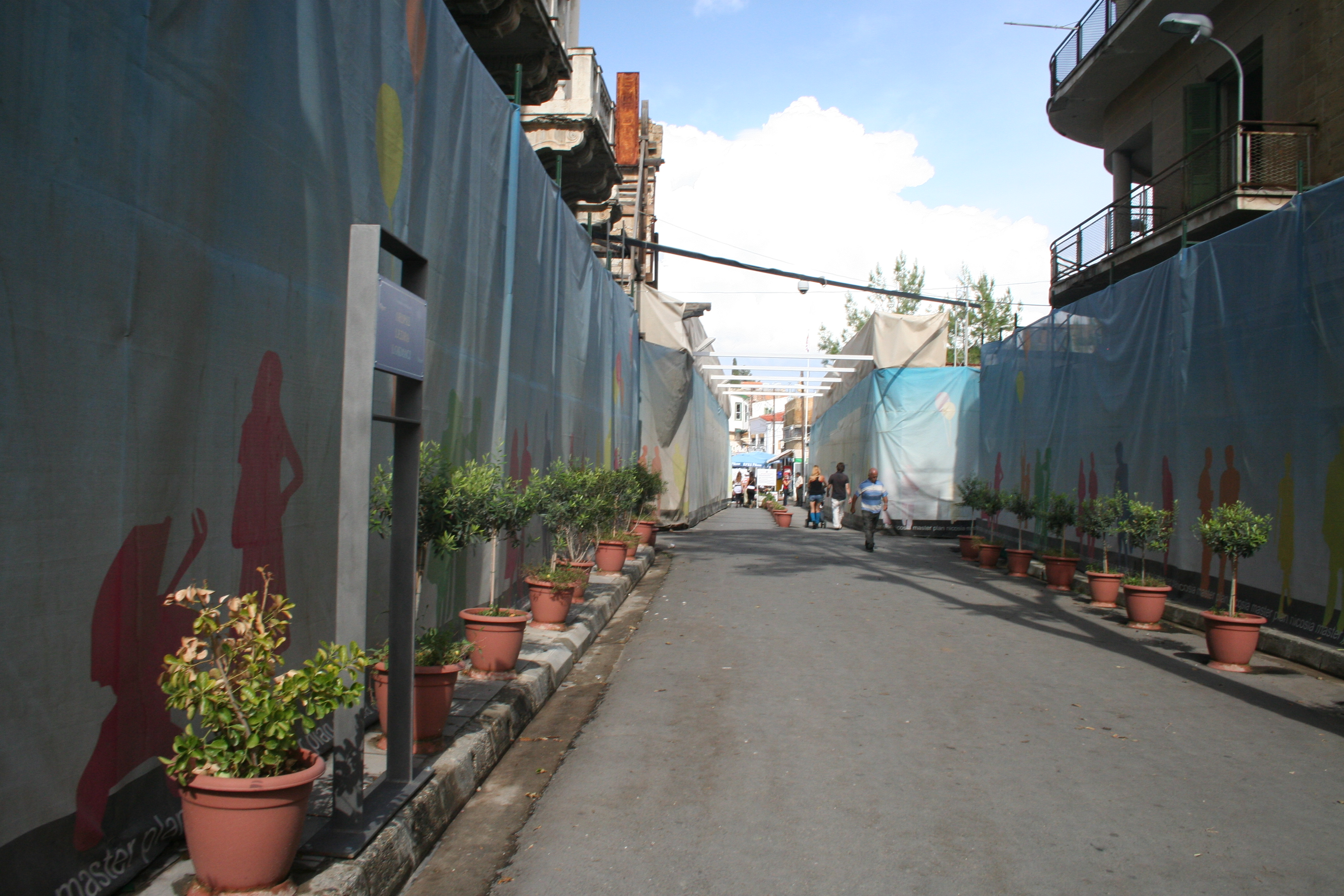
Gränsövergången vid Ledragatan är sedan 2008 öppen.

Cypernfrågan, Cypernkonflikten, Cyperndispyten eller Cypernproblemet är den komplicerade och internationellt infekterade frågan om Cyperns folkrättsliga, och specifikt statsrättsliga, status och förhållande, samt upprätthållandet av den inre och yttre freden och säkerheten. Frågan har dominerat Cyperns politik sedan den blev en brittisk kronkoloni 1925, men problemen och förutsättningarna har förändrats under åren till följd av självständighetsförklaringen 1960, inbördeskrig, konflikter och delningen av ön vid krisen 1974 då den norra delen, Nordcypern, ockuperades av Turkiet, en delning som består än idag.
Delvis kan frågan betecknas som en etnisk konflikt mellan de grekcyprioter och turkcyprioter som lever på ön; de båda grupperna har under 1900-talet strävat efter olika lösningar. Traditionellt har grekcyprioter strävat efter enosis, förening med Grekland, och turkcyprioter taksim, en delning och förening med Turkiet. Grekcyprioterna har dock allt mera övergivit enosis för målet om en självständig enhetsstat, som omfattar hela ön. Andra aktörer än cyprioterna själva, är Storbritannien, Grekland och Turkiet, EU, samt FN, som sedan 1964 har en permanent fredsbevarande styrka förlagd på Cypern, UNFICYP. Under 2000-talet och genom Kofi Annans ingripande, har frågan verkat vara närmare en lösning, i form av en cypriotisk federation, med grek- respektive turkcypriotiska delstater.

## Historisk bakgrund
Cypern ligger i den östligaste delen av Medelhavet och är dess tredje största ö. Ön har i alla tider varit en åtråvärd, strategiskt placerad besittning för många av historiens stormakter. Dess läge och stora naturtillgångar gjorde ön till en viktig knutpunkt för handel redan under antiken. Kulturellt tillhörde ön Grekland, och den grekiska kärleksgudinnan Afrodite skall enligt mytologin ha fötts där. I nämnd ordning lydde ön därefter under Egypten, Assyrien, Romarriket, araber, Bysantinska riket, korsriddare (som det självständiga kungadömet Cypern), Republiken Venedig, Osmanska riket och Storbritannien.
Av hävd var alltså cyprioterna etniska greker, men turkar började invandra till ön då Osmanska riket erövrade den 1571. Grekcyprioterna sysslade traditionellt med handel, serviceyrken eller utbildning, medan turkcyprioterna var jordbrukare eller hantverkare. Dagens turkcypriotiska minoritet utgör omkring 18 procent av öns totala befolkning. Grekcyprioterna och turkcyprioterna talar olika språk, har olika ursprung och tillhör olika religioner. Generellt sett är grekerna ortodoxt kristna och turkcyprioterna muslimer.

## Brittiskt styre - nationalismens födelse

### Fram till andra världskriget
Från Berlinkongressen 1878 till första världskrigets slut stred Storbritannien om överhöghet på Cypern. År 1925 blev Cypern formellt kronkoloni, men det brittiska styret började långt dessförinnan, de facto redan 1878.
Även Grekland hade varit annekterat av osmanerna, men hade blivit självständigt på 1820-talet. Därefter blomstrade den grekiska nationalismen, underblåst av romantiken, med en dröm om att återbilda Bysantinska riket med bas i Grekland. Denna storgrekiska nationalism, Megáli Idéa ("den stora tanken"), dominerade den grekiska politiken till 1920-talet och var grunden för grekiska anspråk på Cypern och andra öar. Under kriget mot Kemal Atatürks Turkiet efter första världskriget fick Grekland se sig besegrat, utan att förverkliga drömmen om att överta Konstantinopel. I samband med nederlaget flydde ett stort antal etniska greker, vars förfäder länge varit bosatta i Turkiet, till Grekland. Detta krig och andra kriser grundlade ett svårutsläckt hat mellan Turkiet och Grekland som spred sig till Cypern - på grund av konflikterna på Cypern blev det allmänt känt under namnet "hatets ö".
Från och med 1925 blev grekcyprioterna allt mer överens om att de önskade enosis, förening med Grekland. Detta var helt i Greklands tycke och smak. Trots det har Grekland vid två tillfällen haft möjlighet att förena Cypern med moderlandet, men avstått. Vid Berlinkongressen 1878 valde Grekland att göra anspråk på Thessalien i stället för Cypern. När första världskriget bröt ut 1914 använde Storbritannien Cypern som lockbete för att få Grekland att bistå dem i att försvara Serbien mot Österrike-Ungern. När Grekland senare under kriget slöt upp vid Storbritanniens och Frankrikes sida stod inte anbudet kvar. Orsakerna till Greklands avvisande 1914 har antagits vara att de antingen sökte föra en protysk allianspolitik eller en alliansfri neutralitetspolitik.
I Atatürks Turkiet väcktes intresset för turkcyprioterna som bodde på deras tidigare besittning i samma takt som den turkiska nationalismen gjorde sig gällande. Under perioder höjdes röster för att återta Cypern, under andra att hämta turkcyprioterna till Turkiet. Turkcyprioterna började liksom grekcyprioterna i tilltagande grad bli negativt inställda till det brittiska styret, men deras svar var i stället taksim, en delning av ön och för deras del en förening av något slag med Turkiet.
Detta utmynnade i en komplicerad cypriotisk-nationell frihetskamp, som dels riktades mot kolonialmakten Storbritannien, dels mot den andra etniska gruppen på ön. År 1931 väckte brittiska förslag om skol- och skattepolitik grekcyprioternas vrede. Under biskopen i Kition Nikodemos Mylonas brände de 21 oktober ner den brittiske guvernörens palats i Nicosia, med uttalade krav på enosis, och regelrätta strider utbröt mot brittiska trupper. Fram till andra världskriget rådde sedan undantagstillstånd varunder guvernören regerade med dekret.

### Andra världskriget till självständigheten
Cypernfrågan hamnade i skymundan under andra världskriget. Flera grekcyprioter deltog på Greklands sida och stred under det följande inbördeskriget i Grekland mellan kommunister och den konservativa regeringen. Sammanlagt deltog 30 000 cyprioter som soldater på de allierades sida. Förgäves försökte grekcyprioterna åberopa Atlantdeklarationen av 1941 efter krigsslutet. Storbritannien svarade med olika författningspropositioner och förslag till självstyre i olika grad, som dock inte föll någon cypriot på läppen.
År 1950 tillträdde den unge Makarios III som ärkebiskop över Cypern. Ärkebiskopen var inte bara grekcyprioternas andliga ledare, utan även folkets etnark, det vill säga ledare och politiska företrädare. När han tillträdde antogs han förorda enosis, liksom kyrkan gjorde generellt. Samma år han installerades lät han tillsammans med den stora gruppen kommunister på ön utlysa en folkomröstning om Cyperns framtid. Eftersom kyrkobyggnader användes som vallokaler, bojkottades valet av turkcyprioterna. Utslaget blev att 96 procent önskade enosis; denna siffra torde av allt att döma uteslutande gälla den grekcypriotiska befolkningen. Folkomröstningen, som saknade juridiskt bindande kraft eller myndighet, användes flitigt i internationella samtal om Cyperns framtid mot kolonialismen.
En av de grekcypriotiska officerare som utmärkt sig mest under andra världskriget och inbördeskriget i Grekland, var Georgios Grivas. År 1951 skall han och ärkebiskop Makarios ha sammanträffat för att överlägga om Cyperns framtid. Grivas var en uttalad förespråkare för enosis och militant antikommunist. Makarios inställning till enosis är mer omdiskuterad och sannolikt skiftade den fram och tillbaka under årens lopp.
Med anledning av de första tecknen på Suezkrisen flyttade Storbritannien 1954 sina militära baser därifrån till Cypern vilket ökade Cyperns betydelse för britterna. Som kompensation för den ökade militära närvaron tillät Storbritannien en mer vittgående självstyrelse. Till fullständig självständighet ställde sig dock det brittiska parlamentet avvisande. För att förhindra motstånd och uppror kriminaliserades samtidigt propaganda för enosis, vilket kom att förklaras som landsförräderi.
Greklands premiärminister, fältmarskalk Alexandros Papagos, lät föra upp Cypernfrågan inför FN:s generalförsamling, men där överlät de i december 1954 ärendet till framtiden. De politiska motsättningarna om Cypern till trots ingick Storbritannien, Grekland och Turkiet i Nato, med kommunisterna som gemensam fiende. Detta var emellertid en allt ökande grupp på Cypern.

## Gerillakrig och förhandlingar om självständighet

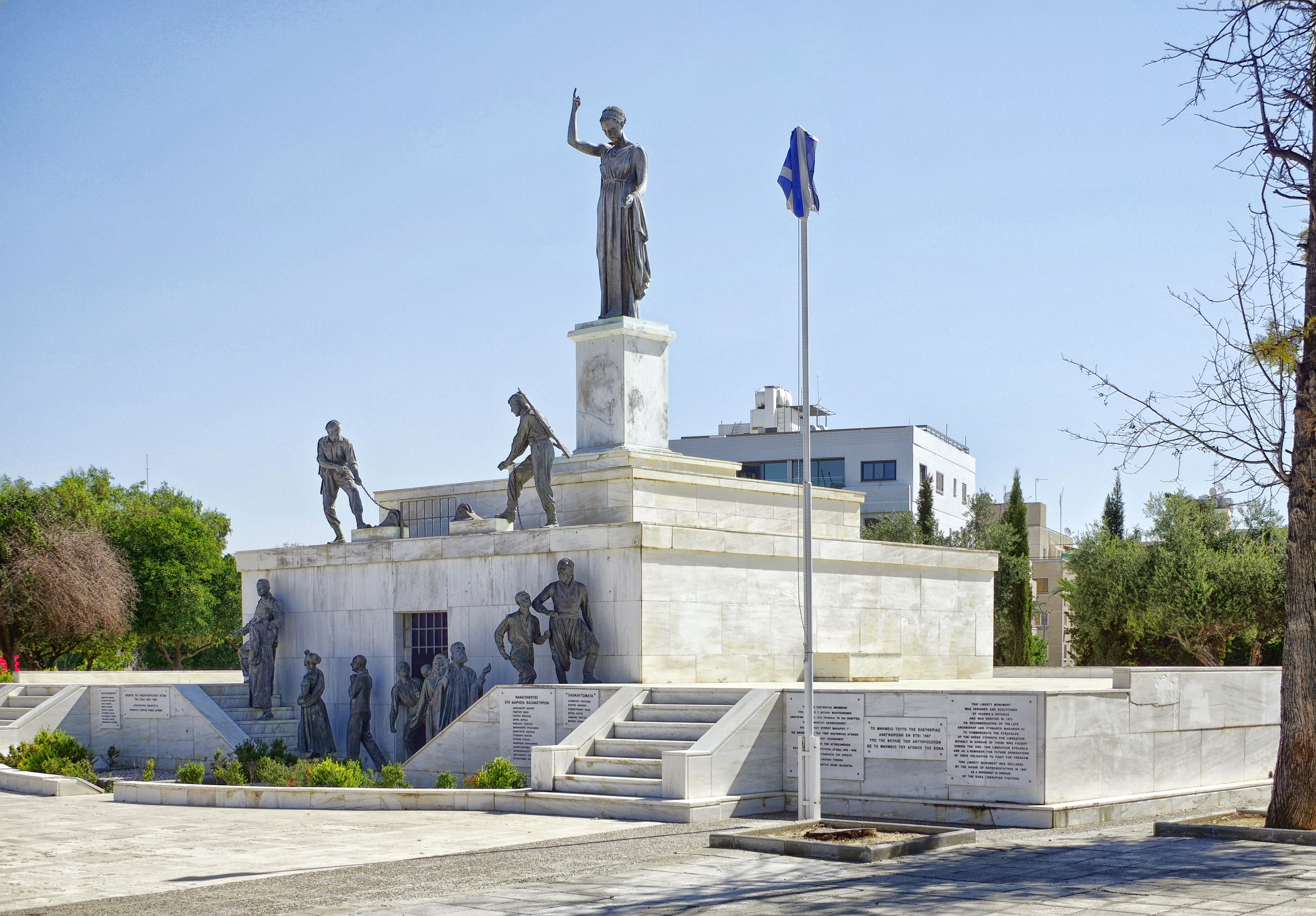
Monument i Nicosia över självständighetskriget.

Samma år bildade Georgios Grivas i hemlighet den underjordiska gerillagruppen EOKA, som skulle verka för enosis. Den 1 april 1955 förklarade EOKA under Grivas krig mot kolonialmakten. Gerillakriget varade till 1959, och ledde så småningom till Cyperns självständighet, vilken proklamerades 1960. Självständigheten var ett sätt för Storbritannien att genom en kompromiss - enosis nåddes inte - rädda ansiktet efter en stor prestigeförlust från gerillakriget, som innefattat nedstängningar av skolor och kyrkobyggnader, avrättningar, upprättande av koncentrationsläger, och 600 människors död.
På grund av oroligheter i andra brittiska besittningar, i kombination med det omöjliga läget på Cypern, lade Harold Macmillan fram ett förslag om lösning mellan de två andra pretendenterna, Grekland och Turkiet, 1958. I sju år skulle de gemensamt dela ansvaret för Cypern. Detta ville inte Grekland gå med på, och Makarios ställde sig bakom enosis-kravet för Cyperns del. Strax lade sig dock Makarios, och gick med på Macmillans förslag. Överenskommelsen ingicks med Zürichavtalet den 19 februari 1959, av Makarios och turkcyprioten Facil Küchük som företrädare för Cypern, Konstantin Karamanlis och Adnan Menderes och deras respektive utrikesministrar, och företrädare för Storbritannien. Makarios, som varit landsförvisad, återvände till Cypern 1 mars, och hyllades av stora folkmassor som en nationens hjälte. Grivas fick för sin gerillaverksamhet officiella utmärkelser av Grekland, och hade sin antikommunism till trots en enorm beundrarskara på Cypern.
Med garantifördraget och konstitutionen av 1960 lyckades Storbritannien, Grekland, Turkiet och företrädare för Cypern enas om villkor för Republiken Cyperns självständighet. I likhet med fallet Libanon, där också etniska konflikter präglat samtidshistorien, inrättades ett kvoteringssystem till samhällsinrättningar, där grek- respektive turkcyprioter fick ett givet antal platser att beträda. Republiken skulle ledas av en president, som skulle vara grekcypriot, och under denne skulle turkcyprioterna företrädas av en vicepresident med vetorätt. Regeringen skulle bestå av sju grek- och tre turkcyprioter, och likaså armén kvoterades. Författningsdomstolen skulle avgöra huruvida nya lagförslag var diskriminerande mot någon folkgrupp, och i denna skulle förutom en domare av grek- och en av turkcypriotisk nationalitet, en neutral domare ingå. All offentlig förvaltning skulle vara dubbel: det skulle finnas två stadskontor, två telefonbolag, skilda avlopp för grek- respektive turkcyprioter, detsamma för vatten, infrastruktur, etcetera. Kvoteringssystemet tog även hänsyn till de övriga minoriteterna armenier och maroniter, vilka dock ofta räknas som grekcyprioter.
I författningen reglerades även Cyperns förhållande till Storbritannien, Grekland och Turkiet. Storbritannien fick behålla två suveräna baser på ön, Dhekelia och Akrotiri, Grekland fick ha 950 militärer placerade där, och Turkiet 650 militärer. Länderna fick därmed militär interventionsrätt, var för sig och gemensamt.

## Självständig stat, fram till krisen 1974
Republiken Cyperns självständighet utropades, och 16 augusti 1960 halades den brittiska flaggan. Cypern blev medlem av FN i september samma år, och året därpå i Samväldet. Makarios III valdes den 13 december 1959 till president; han skulle omväljas och kvarbli i befattningen till sin död 1977, samtidigt som han behöll sin position i kyrkan.
Det största partiet efter att partiväsendet uppkom, var Allcypriotiska landsorganisationen, som betecknades som kommunistiskt. 1960 stöddes den av 25-30 procent av grekcyprioterna. Detta komplicerade Cyperns politiska situation, eftersom dess skyddsmakter var medlemmar av Nato och denna under kalla kriget bekämpade kommunismen. När Grivas motvilligt förklarat eld upphör efter gerillakriget, anklagade han Makarios för kommunism, och för att genom att acceptera Zürichavtalet ha gått kommunisternas vägnar. Liknande beskyllningar mot ärkebiskopen framfördes av biskop Kyprianos av Kyrenia. Makarios var emellertid inte medlem av kommunistpartiet, utan han bildade egna partier, och ingick koalitioner. I och med självständigheten var kravet på enosis ingalunda övergivet. Detta kom tvärt om att prägla partipolitiken, och förhållandet till detta krav vara den yttersta grunden till de flesta partibildningar.
Snart tornade sig problemen med författningens kvotering. Grekcyprioterna, som var fler och hade högre utbildning, kände sig kränkta över att utkonkurreras av mindre meriterade personer, domstolar hade svårigheter med etniskt blandade mål, och vicepresidentens vetorätt skapade svåra dödlägen i akuta frågor. Makarios sökte skapa författningsändring, men motarbetades av turkcyprioterna. Ytterligare oroshärdar var frågan om huruvida de båda befolkningsgrupperna skulle leva segregerade eller med tiden integreras – grekcyprioterna förordade det senare, medan turkcyprioterna strävade efter att bilda enklaver där de levde gruppvis.

### Cypernkrisen 1963-1964

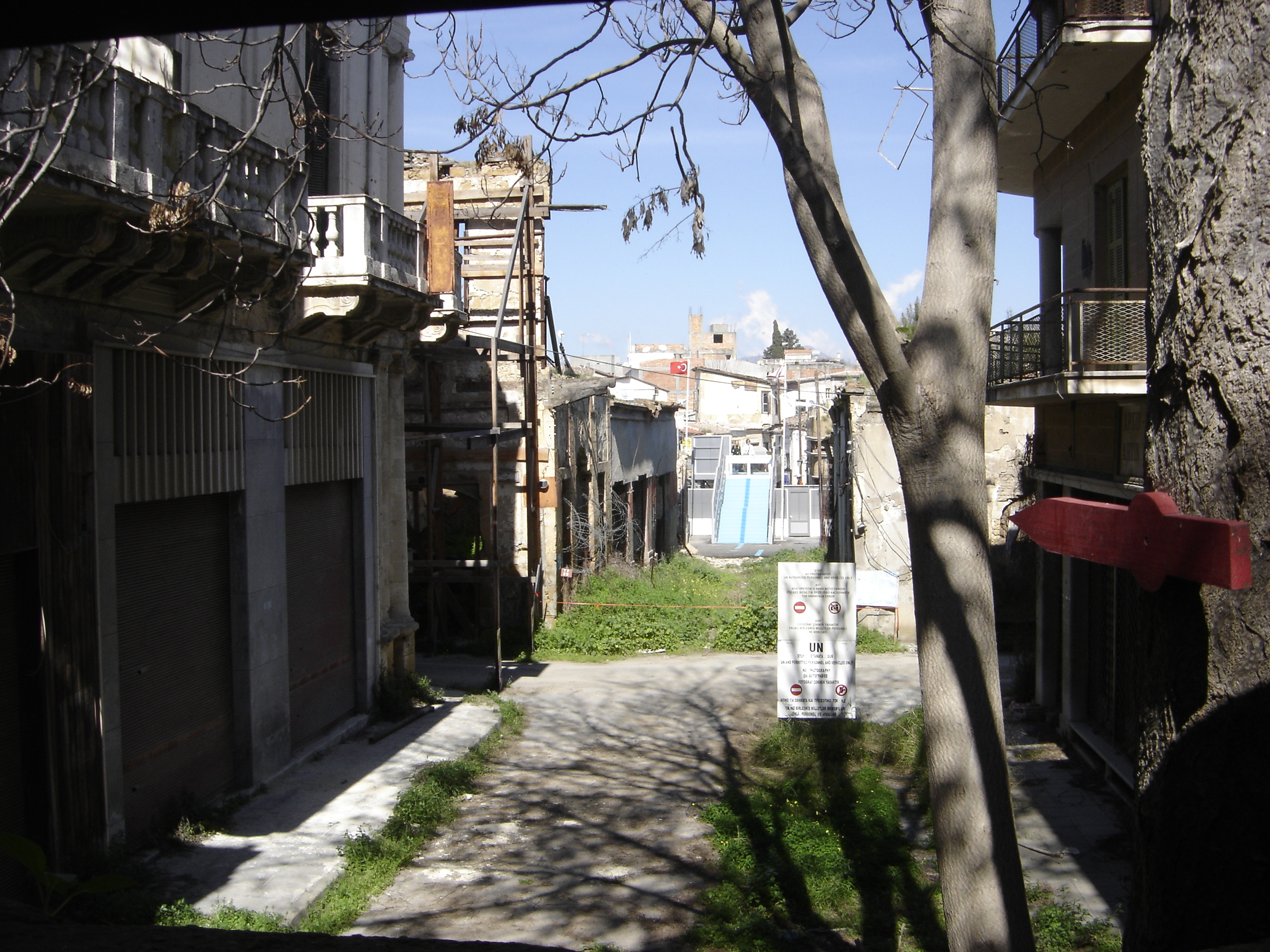
Gröna linjen, som upprättades av FN 1964, för att skilja de stridande parterna åt. Bilden visar Ledragatan före 2008 då den var helt stängd. Den öppnades åter 2008.

År 1962 hade Makarios fått nog av den kostsamma och ineffektiva dubbla förvaltningen samt dödläget, och började regera med dekret. Turkiet förklarade hans agerande för grundlagsbrott. Den 30 november 1963 lade han fram ett program i 13 punkter som skulle frånta turkcyprioterna vetorätten. Turkiet vägrade godkänna programmet.
I december samma år började strider igen, då skottlossning utbröt i Nicosia. På julafton trappades oroligheterna upp och 100 personer omkom. Storbritannien lyckades kväsa upproret den 26 december och samtal inleddes i London den 15 januari 1964. Samtalen och de fortsatta striderna fick till följd att FN bildade en fredsbevarande styrka som de förlade på Cypern, Unficyp, och upprättade den så kallade gröna linjen i Nicosia, mellan grekcyprioterna och turkcyprioterna, som delade huvudstaden mitt itu. Från 1963 bojkottade turkcyprioterna sina platser i offentliga organ, i protest mot Makarios, och sedan dess har deras platser stått tomma i parlament och regering.
Makarios var inte lycklig över FN-trupperna, och fick genom att väcka frågan om enosis Georgios Papandreou med sig. Krisen mellan Grekland och Turkiet eskalerade under året, och hotet om fullskaligt krig syntes alltmera troligt. Som motåtgärd återkallades Georgios Grivas till Cypern som överbefälhavare, vilket tolkades som en provokation av Turkiet, som svarade med att flygbomba ön. Mot slutet av året ebbade krisen ut. Krisen ledde till en ökad segregation, då turkcyprioterna frivilligt eller tvingade av den turkcypriotiska militären bosatte sig i särskilda områden.

### Cypernkrisen 1967 och dess eftersvall
När militärjuntan tog makten i Grekland den 21 april 1967, höjdes åter röster i Aten om enosis. I september föreslog juntan direkt en sådan lösning till Ankara. På Cypern svarade Grivas genom att attackera turkcyprioter med nationalgardets trupper, och fullskaliga strider utbröt. Turkiet beslutade sig för att anfalla Cypern, men efter tunga påtryckningar från USA lät de bli. USA:s inställning kan förklaras med att de ville förhindra krig mellan två Nato-länder, båda strategiskt viktiga mot östblockets gränser. Vad beträffar Cypernfrågan, förordade USA taksim, en delning.
Aten hemkallade Grivas och en stor del av sin militära personal på Cypern, och Grivas placerades praktiskt taget i husarrest. Samtidigt överfördes Grivas oförsonlighet mot Makarios till Aten, eftersom Makarios inte längre sökte enosis. Makarios undkom ett mordförsök i mars 1970, men en av hans ministrar dödades en månad senare. Grivas lyckades fly från sin husarrest, återkom inkognito 1971 till Cypern, och bildade en ny gerillagrupp, EOKA B, för att slåss för enosis, mot Makarios. Utan att ha uppnått sitt syfte, avled Grivas i januari 1974. Vid hans död benådades fängslade sympatisörer av Makarios, i ett försök till försoning.

## Cypernkrisen 1974

Etnisk karta över Cypern 1973, innan delningen och de många folkförflyttningarna. Gul färg markerar grekcypriotisk befolkning, lila turkcypriotisk, och rött brittiska baser.

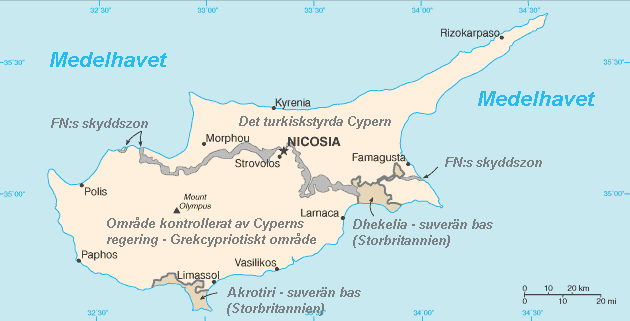
Politisk karta över Cypern efter krisen 1974. Turkcyprioterna besatt Nordcypern, grekcyprioterna södra delen.

Samma år, 1974, konfronterade Makarios militärjuntan i Grekland för konspirationer mot hans liv och mot Cyperns självständighet. I stället för att besvara hans anklagelser, deltog juntan i en statskupp den 15 juli, som utfördes av grekiska officerare i det cypriotiska nationalgardet och EOKA B. Makarios lyckades fly och därmed rädda sitt liv, och i hans ställe sattes en enosis-trogen gerillasoldat som tidigare varit dömd till döden för flera mord.
Turkiet svarade med att anfalla Cypern den 20 juli, och de intog snart Nordcypern, som utgör 37 procent av öns totala yta. Denna gräns har sedan dess varit bestående, så när som på att FN vid fredsförhandlingarna upprättade en buffertzon, det vill säga ett område som kontrolleras av FN, mellan nord och syd, rakt genom landet och genom den gröna linjen i Nicosia. Buffertzonens bredd är mellan sju kilometer och 1 meter, och där får endast FN:s trupper vistas. Sedan delningen har Cypernfrågan handlat om relationen mellan Nordcypern och Cypern, Nordcyperns statsrättsliga status, och Turkiets rätt eller orätt till dess ockupation av Nordcypern, samt hur framtiden skall gestaltas.
Till följd av ockupationen, blev 250 000 människor flyktingar på ön, varav 200 000 grekcyprioter. Flyktingfrågan tog några år att lösa, men värre problem uppstod då egendomar konfiskerades i Nordcypern varmed en tredjedel av landets befolkning plötsligt blev satt på bar backe. Mer än 1 600 grekcyprioter försvann i samband med krisen, och deras öden är ännu okända. Uppgifter om antalet saknade turkcyprioter och deras eventuella öden saknas.

## Efter krisen 1974

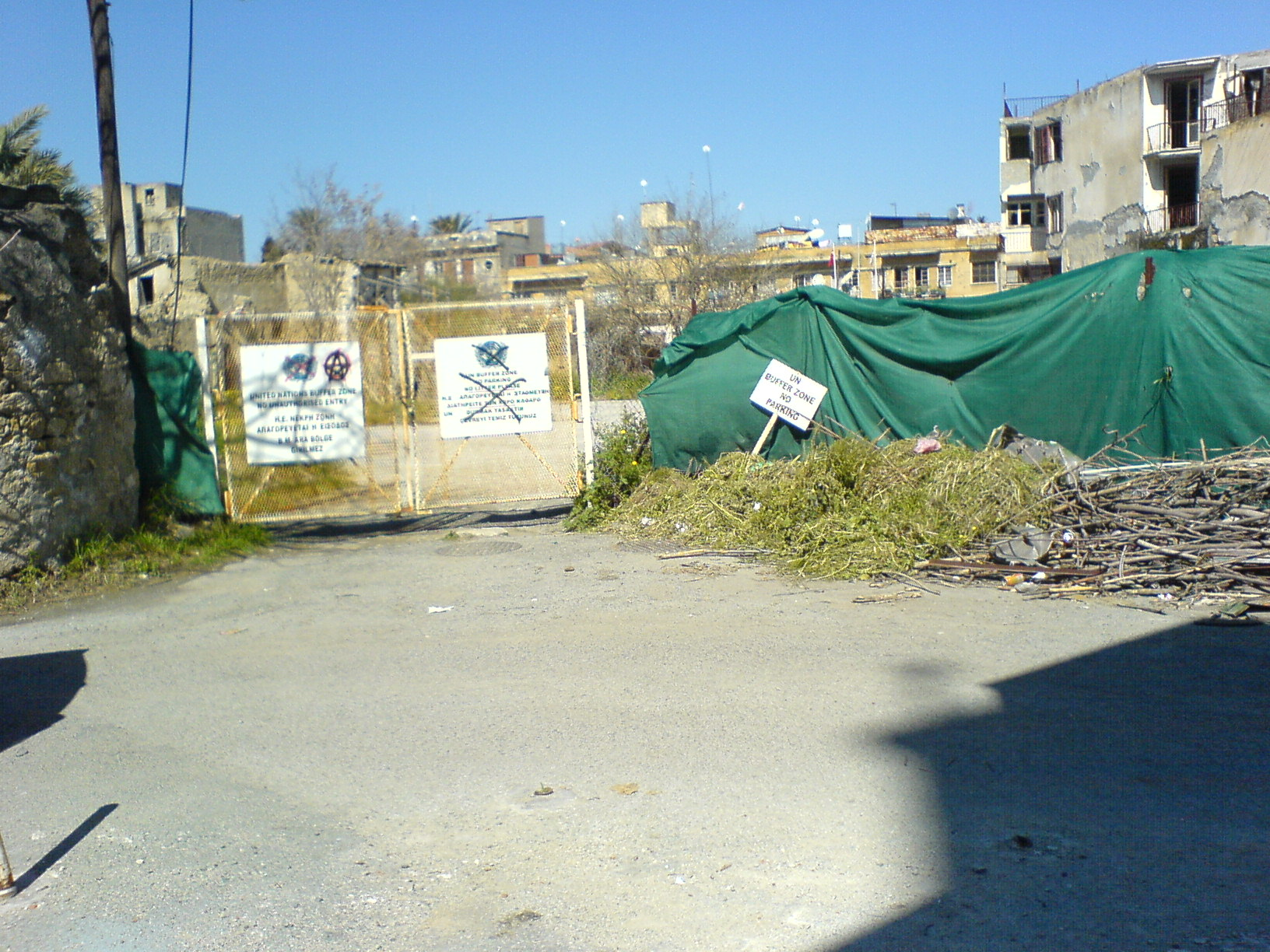
Vy över FN:s buffertzon i Nicosia, som upprättades 1974, med anledning av krisen och delningen.

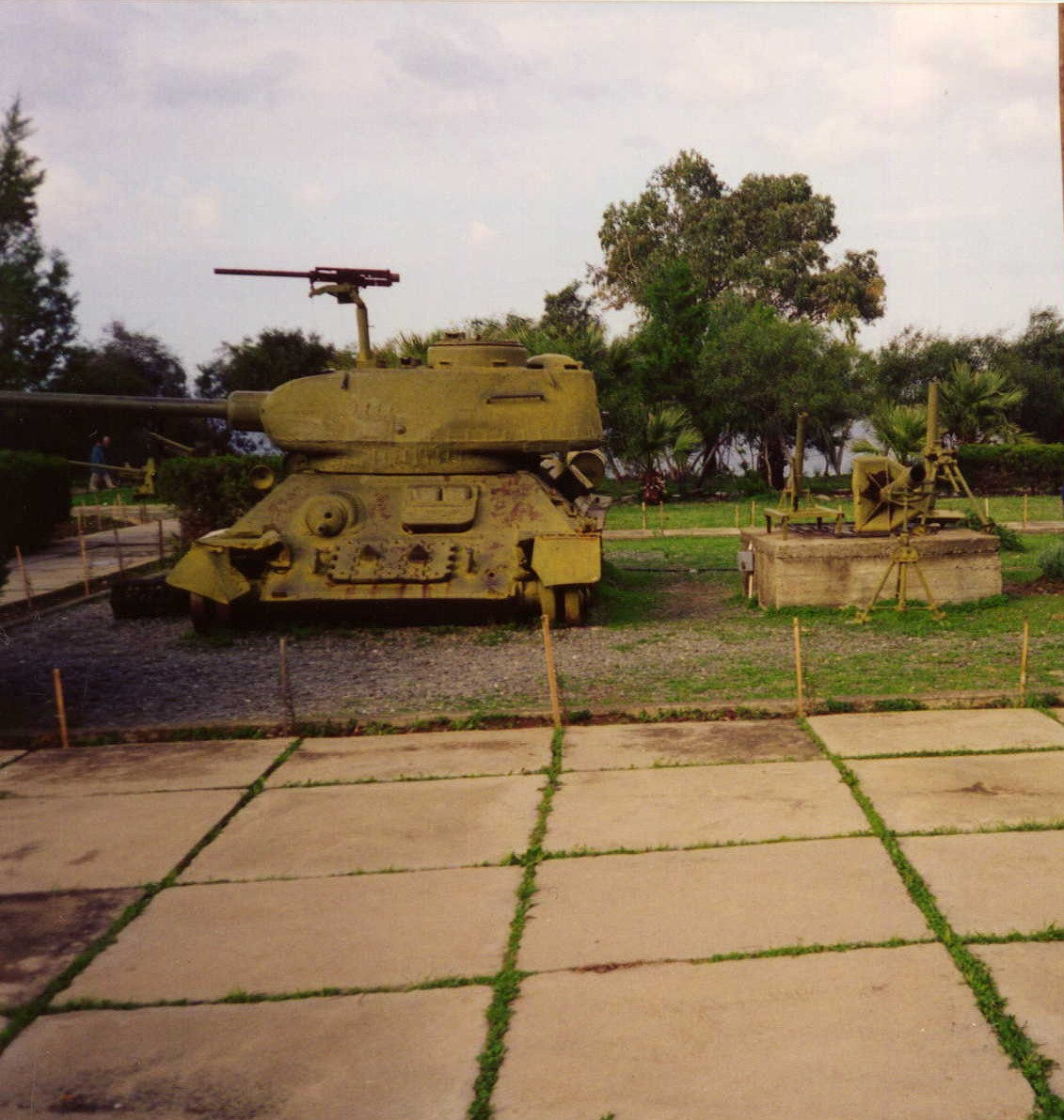
Operation Atila-museet på Nordcypern. På bilden en grekcypriotisk T34-stridsvagn.

Vid FN:s buffertzon uppstod spridda protester efter augusti 1974, med sporadiska beskjutningar. Läget var dock stabilt omkring 1978.
Sedan 1974 har grekcyprioterna verkat för att Turkiet skall dra tillbaka sina trupper från Nordcypern och för att de flyktingar som följde av krisen skall få återkomma till sina hem. Detta tillbakavisades redan 1975 av Nordcyperns ledare Rauf Denktash, som var nöjd med uppkomsten av ett helt turkiskt land på Cypern. Denktash har dominerat Nordcyperns politik sedan delningen. 1975 förklarade sig Nordcypern vara en turkisk federation, och 1983 utropades Nordcypern som självständig stat, Nordcyperns turkiska republik (TRNC), men har endast erkänts som sådan av Turkiet.
Medan Republiken Cypern upplevt en ekonomisk blomstring, bland annat genom den omfattande turismen, och har en västerländsk levnadsstandard, blev den ekonomiska situationen i Nordcypern ansträngd, mycket till följd av handelsbojkotter. Genom Turkiets ingripande förbättrades situationen, och Nordcypern har numera högre levnadsstandard än Turkiet i allmänhet.
Den politiska situationen sedan delningen brukar betecknas som ett kallt krig. Samtal påbörjades under 1970-talet i syfte att upprätta en allcypriotisk federation, hittills utan att uppnå detta mål eftersom parterna inte kunnat enas om villkoren för en sådan sammanslutning. Många grekcyprioter ser dock hellre att en enhetsstat bildas. Dödläget och avskiljningen har emellertid lett till att ön inte upplevt så svåra övergrepp och kriser som den gjorde under 1960-talet och fram till 1974. I augusti 1996 utbröt en ny kris, då grekcyprioter som demonstrerade vid buffertzonen dödades då de gick över gränslinjen. I januari 1997 hotade Turkiet med en ny invasion, av hela ön, med robotar som de hjälpt Nordcypern att skaffa. Invasionsplanerna avstyrdes med långa samtal mellan den amerikanska diplomaten Carey Cavanaugh och företrädare för Grekland respektive Turkiet. Sådana hot från Turkiet har motiverats med att de försvarar turkcyprioterna från angrepp. Under tiden Cypern var enat var det främst turkcyprioter som var i farozonen.
Läget är bortsett från krisen 1996-1997 tillräckligt stabilt för att turism skall vara möjlig, men Unficyp har fortfarande trupper på ön. Partipolitiskt har det dock på de respektive sidorna varit förhållandevis stabilt, med få regeringsskiften och relativt förutsägbara valresultat. På ett internationellt plan har Cypernfrågan använts mot Turkiet i diverse sammanhang, bland annat gällande dess ansökan om medlemskap i EU.
Den 11 november 2002 presenterade FN:s generalsekreterare Kofi Annan den så kallade Annanplanen, vilken gick ut på att Cypern skulle återförenas i form av federation med det nya namnet United Cyprus Republic. Detta var den första större ansträngningen till förening som åstadkommits sedan delningen 1974, och var ett försök att blidka båda sidor. Grekland och Turkiet skulle enligt planen vara garantimakter, och med tiden var avsikten att de båda delstaterna skulle ha ett allt närmare samarbete. Till förslaget hörde även att den turkcypriotiska delen skulle minska i yta, för att bättre motsvara befolkningsstorlekens proportion. Nackdel för grekcyprioterna var att förslaget innebar en oproportionerlig maktfördelning, som inte motsvarade befolkningsgruppernas respektive storlek.
Tämligen snart efter att FN börjat sina ansträngningar för en lösning på Cypernfrågan, blev Cypern tillfrågat om medlemskap i EU, och detta beviljades. Efter att den åldrade nordcyprioten Denktash avvisat Annanplanen 2003, böjde han sig året därefter, och han och Cyperns president Tassos Papadopoulos beslutade att se vart det bar hän, vilket resulterade i en folkomröstning på båda sidor den 24 april 2004. Sprickan uppenbarade sig i folkomröstningen. Grekcyprioterna sa rungande nej till förslaget (76 procent) och turkcyprioterna lika rungande ja (65 procent). Utfallet tolkades av Turkiet som att delningen var permanent. Utfallet ledde också till att ett de facto delat Cypern gick med i EU. Det innebär också att Turkiet, som ansöker om medlemskap i EU, de jure ockuperar en del av ett annat EU-land. EU har dock verkat för en avsevärd lättnad av handelsblockaden mot Nordcypern efter folkomröstningen.
Sedan folkomröstningen 2004 har nya samtal mellan Cypern och Nordcypern inletts för att skapa ömsesidigt förtroende. Till framstegen som inträffat under 2000-talet hör att Nordcypern 2003 tillät båda sidor korsa den gröna linjen och FN:s buffertzon – för första gången på 30 år.
Genom Republiken Cyperns anslutning till EU 2004, och öppningen av gränsen från Nordcypern, har turkcyprioter som bor i Nordcypern kunnat ansöka om EU-pass, och har kunnat skaffa sig arbete på "andra sidan". Turkiet har dock alltjämt soldater posterade i norr, och Nordcypern utser fortfarande en egen president.

## Möjliga lösningar och hinder för förlikning
Det finns ett antal föreslagna lösningar på hur förlikning skall kunna äga rum, vilka samtliga innehåller svagheter som behöver lösas för att någon av dem ska kunna accepteras. Grundfrågan gäller hur ön skall styras och förvaltas vilket i sin tur är avhängigt bl.a. av hur grekcyprioterna skall ersättas materiella förluster i samband med ockupationen, hur diskriminering ska förhindras, och hur makten ska fördelas om en förening av något slag skulle åstadkommas. Några av förslagen är:
- En federal lösning, vilket turkcyprioterna stödde vid folkomröstningen 2004 och även förordas av FN genom Annanplanen tillsammans med USA. Problemet med denna lösning är bland annat utformningen av maktfördelning, existensen av kvoteringssystem, och återställning av grekcyprioternas förluster i mark och egendom 1974.[7]
- En konfederal lösning, som symbolisk förening. Denna tanke har framför allt föreslagits av turkcyprioter, men är även en tolkning av den slutliga Annanplanen, så som grekcyprioterna uppfattade den.[7]
- Enhetsstatslösning, vilket grekcyprioterna sannolikt önskar generellt enligt folkomröstningen 2004. Detta motsätter sig turkcyprioter, eftersom de vill värna sin kultur och sina minoritetsrättigheter, samt behålla de egendomar de tagit i besittning i Nordcypern, vilket skulle underlättas genom bevarandet av Nordcypern som egen stat.
- Enosis, vilket grekcyprioterna tidigare strävade efter enligt omröstningen 1950. Få röster förordar denna lösning numera. Variationerna har inrymt:
  - Dubbel enosis, där Nordcypern skulle inlemmas i Turkiet och Republiken Cypern i Grekland. Förslaget lades först fram 1956 av turken Nihad Erim, rådgivare åt Adnan Menderes, och innebar på den tiden folkförflyttningar. Cyperns ambassad benämner förslaget så sent som 2007 som "ren och skär etnisk rensning". Detta var den linje som Turkiet och turkcyprioterna höll sig till från tiden före självständigheten och framåt.[8]
  - Turkcypriotisk enosis, där Republiken Cypern skulle förbli självständig, men Nordcypern inlemmas i Turkiet.
  - Allcypriotisk enosis, där hela ön Cypern skulle inlemmas i Grekland eller Turkiet. Denna tanke är sedan lång tid övergiven.
- Fortsatt delad ö, vilket få har uttryckt sin önskan om, och vilket vore i strid mot folkrätten. Till denna grupp hör emellertid dem som vill erkänna Nordcypern som en suverän stat, till exempel Rauf Denktash.

Turkcyprioterna har genom historien försvarat en delning, antingen genom att de båda grupperna bildar delstater i en federation eller genom en permanent tvåstatslösning. Detta har motiverats med att de som minoritet skulle räddas från total assimilering samt kulturell och politisk utplåning. Enligt den turkiska tolkningen av författningen från 1960, skulle Cypern vara en "bikommunal" stat, med en gemensam identitet utåt och varje annan lösning skulle vara ett grundlagsbrott. Motståndet mot en lösning har också varit starkast från turkcyprioterna; med hjälp av Turkiets armé har de kunnat hindra grekcypriotisk närvaro på den sida som de folkrättsligt sett ockuperar. Turkiet och turkcyprioterna menar att sedan 1963 är grekcyprioternas styre illegitimt, eftersom det frångått författningen, och att det i verkligheten finns två nationer på ön och två demokratiska stater. Detta förhållande vill de bevara.
Grekcyprioterna har varit mest angelägna om en återförening, men utan politiska barriärer i form av etniska eller religiösa kvoteringssystem som sätter stopp för fri rörlighet och handel, och vilka de betecknar som brott mot de mänskliga rättigheterna. Hos dem finns också en utbredd önskan om allcypriotisk integration, vilket står i strid emot såväl kvoteringssystem som olika taksim-lösningar. En försvårande faktor är att grekcyprioter kräver kompensation eller återlämnande av deras förlorade egendomar och territorier från 1974. Detta har de enligt en dom från Europadomstolen rätt till, men nekas till av Nordcypern. Cypern ställer ytterligare flera krav, innan de kan godkänna ett avtal och försoning, bland annat demilitarisering, och repatriering av turkiska bosättare på Nordcypern som sedan 1974 ockuperar grekcyprioters egendom och utgör en större andel av befolkningen i Nordcypern än turkcyprioterna.
Båda sidor anklagar varandra för brott mot mänskligheten och de mänskliga rättigheterna sedan självständigheten 1960, och oenigheten handlar även om återgivningen av historien, vad som har hänt sedan 1960. Turkiet betecknar officiellt Republiken Cyperns behandling av turkcyprioter sedan den tiden "statsterrorism", och förklarar att det på grund av massakrer på civilbefolkningen var omöjligt att fortsätta leva tillsammans, vilket varit skälet till delningen. Cypern förklarar med stöd av internationell rätt, officiellt Turkiet vara en ockupationsmakt som kränker grekcyprioternas mänskliga rättigheter i strid emot domar i internationella domstolar. Officiellt anklagar de Turkiet för massförsvinnanden, påtvingade förflyttningar av befolkningsgrupper, och för att avsiktligt ha omöjliggjort samarbete inom ramen för författningen.